# Дощові ліси Мінданао та Східних Вісаїв

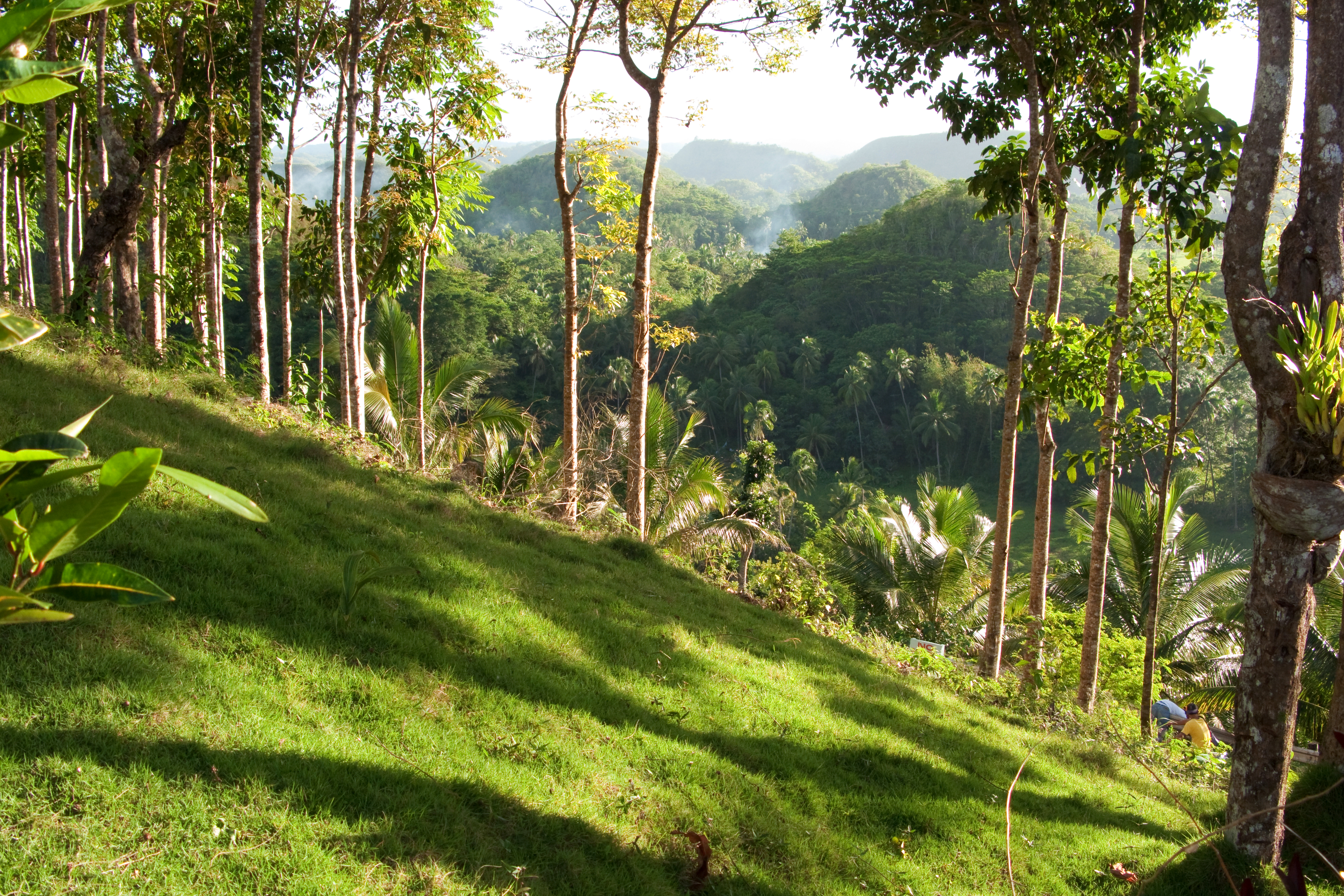
Шоколадні пагорби на острові Бохоль

Дощові ліси Мінданао та Східних Вісаїв (ідентифікатор WWF: IM0129) — індомалайський екорегіон тропічних та субтропічних вологих широколистяних лісів, розташований на півдні і сході Філіппін. Він вирізняється високим біорізноманіттям та рівнем ендемізму.

## Географія
Екорегіон дощових лісів Мінданао та Східних Вісаїв охоплює острів Мінданао, що лежить на півдні Філіппінського архіпелагу, острови Самар, Лейте і Бохоль, що становлять східну частину Вісайських островів, центральної частини Філіппін, а також численні сусідні острови, зокрема Каміґуїн, Біліран, Басілан, Дінагат та Сіаргао. У горах Мінданао на висоті понад 1000 м над рівнем моря розташований екорегіон гірських дощових лісів Мінданао.
Мінданао та Вісайські острови піднімалися над водами Тихого океану протягом останніх 15 мільйонів років внаслідок вулканічної діяльності та тектонічних процесів, спричинених зіткненням кількох літосферних плит. У плейстоцені, коли рівень Світового океану був на 120 м нижчим, ніж зараз, острови Мінданао, Самар, Лейте і Бохоль об'єдналися у один острів — Великий Мінданао — і їхня фауністична спорідненість зберігається донині. Водночас внаслідок того, що між ними, Західними і Центральними Вісаями та Лусоном лежать глибокі протоки, вони й далі залишалися відносно ізольованими. Ізоляція регіону призвела до формування його унікальної флори і фауни, що включає багато ендемічних видів.

## Клімат
В межах екорегіону домінує теплий та вологий екваторіальний клімат (Af за класифікацією кліматів Кеппена). Середня температура в регіоні становить 29 °C, а середньорічна кількість опадів — близько 850 мм, хоча подекуди вона може становити 2000 мм. Північні Вісаї (північні частини Лейте та Самару) лежать на основному шляху тайфунів, які сильно впливають на клімат півночі Філіппін. Ці тайфуни зазвичай відбуваються з липня по листопад, і під час цього періоду на півночі екорегіону випадає більше третини річної кількості опадів.

## Флора
Рослинний покрив екорегіону представлений прибережними та мангровими лісами, поширеними на узбережжях екорегіону, які в глибині островів переходять у рівнинні дощові ліси. У невисоких прибережних лісах переважають хвощелисті казуарини (Casuarina equisetifolia) та різні види баррингтоній (Barringtonia spp.), а також інші види, характерні для низинних лісів. На рідкісних прибережних болотах поширені пальми, ліани, бамбуки та індійські птерокарпуси (Pterocarpus indicus).
Основними лісовими угрупованнями екорегіону є низинні вічнозелені дощові ліси, поширені на висоті до 400 м над рівнем моря. У них переважають представники родини діптерокарпових (Dipterocarpaceae), зокрема різні види анісоптер (Anisoptera spp.), діптерокарпусів (Dipterocarpus spp.), хопей (Hopea spp.), шорей (Shorea spp.), парашорей (Parashorea spp.) та ватік (Vatica spp.). Дерева у високих, багатоярусних низинних дощових лісах досягають 45—65 м заввишки. Їх вкривають різноманітні епіфітні папороті та орхідеї. Ліани та бамбуки рідко зустрічаються у зрілих лісах, однак поширені на порушених ділянках.
У лісах, поширених на висоті від 650 до 1000 м над рівнем моря, дерева досягають нижчої висоти, ніж у низинних лісах, епіфітів зустрічається більше, а самі ліси мають більш просту структуру. Їхню основу становлять ряснонасінні шореї (Shorea polysperma), різні види дубів, каштанів та елеокарпусів. Також в цих лісах поширені різні представники родин Мелієві (Meliaceae), Шовковицеві (Moraceae), Лаврові (Lauraceae), Сапіндові (Sapindaceae), Миртові (Myrtaceae), Клузієві (Clusiaceae) та Стеркулієві (Sterculiaceae). На висоті понад 1000 м над рівнем моря поширені гірські дощові ліси.

## Фауна
Фауна екорегіону вирізняється високим різноманіттям та рівнем ендемізму. Близько 80 % нелітаючих ссавців є ендеміками екорегіону. Серед поширених в екорегіоні ссавців слід відзначити філіппінського замбара (Rusa marianna), філіппінську свиню (Sus philippensis mindanensis), азійського мусанга (Paradoxurus hermaphroditus), малайську віверу (Viverra tangalunga), філіппінського макаку-крабоїда (Macaca fascicularis philippensis), філіппінського лісового пацюка (Rattus everetti), майже ендемічних малих мускусних криланів (Ptenochirus minor) і великих мінданайських листоносів (Hipposideros coronatus), а також багатьох інших кажанів та криланів.
Характерними ендеміками екорегіону є філіппінські довгоп'яти (Carlito syrichta), одні з найменших у світі приматів, самці яких важать лише 80–160 г, та філіппінські шерстокрили (Cynocephalus volans) або колуго, які завдяки шкірястим перетинкам між кінцівками можуть переміщуватись між кронами дерев, плануючи на відстань до 135 м. Ці тварини є відносно поширеними і зустрічаються на багатьох островах півдня і сходу Філіппін. Серед інших ендемічних ссавців, поширених на островах екорегіону, слід відзначити мінданайську білозубку (Crocidura beatus), дінагатську гімнуру (Podogymnura aureospinula) та самарську білку (Sundasciurus samarensis).
Даваоські білки (Sundasciurus davensis), мінданайські низинні філіппомиші (Apomys littoralis) та хамігітанські хутрохвости (Batomys hamiguitan) є ендеміками Мінданао, камігуїнські філіппомиші (Apomys camiguinensis) та камігуїнські хутрохвости (Bullimus gamay) — ендеміками Каміґуїну, а дінагатські хмарні миші (Crateromys australis) та дінагатські хутрохвости (Batomys russatus) — ендеміками Дінагату. Серед майже ендемічних представників екорегіону, які також зустрічаються у високогір'ях Мінданао, слід відзначити мінданайську тупаю (Tupaia everetti), мінданайську білку (Sundasciurus mindanensis), філіппінську деревну білку (Sundasciurus philippinensis), філіппінську карликову білку (Exilisciurus concinnus), мінданайську білку-летягу (Petinomys mindanensis), басіланську білку-летягу (Petinomys crinitus), мінданайську гірську філіппомишу (Apomys insignis), мінданайського філіппощура (Batomys salomonseni), багобського філіппощура (Bullimus bagobus), колючого довголапого щура (Tarsomys echinatus) та мінданайського риючого пацюка (Crunomys melanius).
Серед ендемічних птахів, поширених на островах екорегіону, слід відзначити мінданайського голуба (Gallicolumba crinigera), мінданайську сову-голконога (Ninox spilocephala), каміґуїнську сову-голконога (Ninox leventisi), мінданайського калао (Penelopides affinis), червонодзьобого калао (Rhabdotorrhinus leucocephalus), камігвінського корилиса (Loriculus camiguinensis), сріблогузого рибалочку (Ceyx argentatus), самарського рибалочку (Ceyx flumenicola), філіппінського рогодзьоба (Sarcophanops steerii), самарського рогодзьоба (Sarcophanops samarensis), лазурову піту (Pitta steerii), вусатого квіткоїда (Dicaeum proprium), мінданайського кравчика (Orthotomus cinereiceps), чорноголового кравчика (Orthotomus nigriceps), рудоголового кравчика (Orthotomus frontalis), лейтську тимелію-крихітку (Micromacronus leytensis), синю віялохвістку (Rhipidura superciliaris), сизу мухоловку (Ficedula basilanica), каміґуїнського оливника (Hypsipetes catarmanensis), південного філіпінника (Rhabdornis inornatus) та філіппінського зеленчика (Chloropsis flavipennis).
Майже ендемічними представниками регіону, які також зустрічаються у високогір'ях Мінданао та на інших островах Філіппін, є мінданайські пінони (Phapitreron brunneiceps), великі сплюшки (Otus gurneyi), самарські сплюшки (Otus everetti), мінданайські папуги-віхтьохвости (Prioniturus waterstradti), мінданайські коукали (Centropus melanops), мінданайські орли-чубані (Nisaetus pinskeri), синьоголові альціони (Actenoides hombroni), гірські сіпараї (Aethopyga pulcherrima), кобальтові ірени (Irena cyanogastra), мінданайські квіткоїди (Dicaeum nigrilore), пломенисті квіткоїди (Dicaeum kampalili), мінданайські мухоловки (Ficedula crypta), мінданайські джунгляки (Leonardina woodi), рудогорлі баблери (Sterrhoptilus capitalis), малі баблери (Dasycrotapha plateni), бурі синчівки (Macronus striaticeps), смугасті тимелійки (Ptilocichla mindanensis), мінданайські тимелії-крихітки (Micromacronus sordidus), мінданайські оливники (Hypsipetes rufigularis), жовтуваті оливники (Hypsipetes everetti), рудоголові кравчики (Phyllergates heterolaemus), філіппінські вівчарики (Phylloscopus olivaceus) та довгочубі монаршики (Hypothymis coelestis). Серед інших птахів, поширених в екорегіоні, слід відзначити дуже рідкісних філіппінських какаду (Cacatua haematuropygia) та філіппінських гарпій (Pithecophaga jefferyi).
Герпетофауна екорегіону включає філіппінського крокодила (Crocodylus mindorensis), найрідкіснішого крокодила світу. Одна з останніх популяцій цих тварин збереглася на Мінданао.

## Збереження
Більшість лісів регіону були знищені за останні століття. Основними загрозами для збереження природи регіону є подальша вирубка лісів, зокрема пов'язана з практикою підсічно-вогневого землеробства, а також полювання.
Оцінка 2017 року показала, що 9251 км², або 9 % екорегіону, є заповідними територіями. Природоохоронні території включають: Природний парк гори Апо, Природний парк гори Малінданг, Природний парк гір Кітанглад, Природний парк озера Данао та Природний заповідник боліт Лігуасан.